# Историја интернета
Историја интернета почиње развојем првих рачунара и првим визијама о умрежавању. У познатом чланку у часопису Atlantic Monthly, Венивар Буш је истакао да недостаци у размјени нових теорија и открића успоравају научни напредак. Као одговор на тај проблем, он је замислио један систем за брзу размјену и организовање научних информација, на располагању свима коме су потребне и назвао га memex. Memex је требало да буде један транспарентан систем гдје су ускладиштене књиге, слике, часописи, новине, рукописи и научни есеји и биљешке, тако да свако ко има рачунар и знања о његовом систему индексирања може да им приступи. Буш је замишљао да ће се научници из цијелог свијета повезивати и приступати тим информацијама дотада невиђеном брзином, базирајући се на сличним принципима асоцијације на којима почива организација људског мозга. Такође је замишљао научнике и професионалце мајнинга података како снимају своје „путовање“ кроз њих, тако да свако ко је за њих заинтересован може да их слиједи. Скоро пола вијека након појаве тог чланка, Бушова визија је реализована у облику веба и сродних технологија интернета.

## Јединствена визија
Интернет је створила група визионара и стотине других појединаца чији су инжењерски доприноси помогли његов развој. Крајњи производ је једна технолошка и интелектуална инфраструктура доба информација, која подржава највећи дио економије 21. века. Вођен јединственом визијом комуникација у свијету рачунара и жељом да се ријеши низ сложених инжењерских проблема, интернет је производ инжењерске и научне сарадње. Принципи који су водили његово стварање, представљају најфинију реализацију научног идеала сарадње који се могу сажети скупом основних принципа: комуникациони систем треба да буде резултат сарадње заинтересованих страна, да буде отворен за нове идеје, и да буде надоградив. Визија о интернету се постепено реализовала, у серијама успјеха и неуспјеха, нових идеја и имплементације истих са инжењерима који су у многим ситуацијама помијерали могућности и границе тренутне технологије. Она је такође резултат интелектуалних и политичких аргумената и компромиса, финансирана из буџета војне индустрије, али реализована у академском свијету.
У 19. вијеку индустријска револуција је донијела собом развој нових технологија које су омогућиле да производи и идеје прелазе велике раздаљине у кратком времену, олакшавајући тако истраживање научних и технолошких граница. Научна истраживања деветнаестог вијека, поставила су темеље за технолошке претходнике модерних рачунара и умрежавања чија ће се употреба популарисати у првој половини 20. вијека, почев од телефона па до колосалних рачунара ENIAC. Ове ране технологије 20. вијека су на сличан начин посвећене према два циља: жеља да се олакша комуникација на удаљеним мјестима и жеља да се обезбједе ресурси који помажу људима да ефикасно обрађују информације. Међутим, тек ће напета атмосфера која је карактерисала Хладни рат дати почетни импулс да се ова два циља споје у један.

### Спој науке и Националне одбране САД
Крајем 1940-их, Совјетски Савез је посједовао бомбардере великог домета и нуклеарну технологију. У вријеме предсједника САД Харија Трумана, Министарство одбране је одлучило да пружи помоћ истраживачима из RAND-а и Линколновој лабораторији у Масачусетсовом институту технологије (МИТ), за развој система који је требало да детектује и да се супротстави потенцијалним совјетским ваздушним нападима. Систем је добио име полуатоматизовани земљани систем (Semi-Automated Ground Environment - SAGE). У то вријеме, крајем 1940-их и раних 1950-их, већина дипломаца и научника на МИТ-у и у Линколновој лабораторији, стекла је прелиминарна искуства у вези умрежавања рачунара, укључујући њихово повезивање са телефонским линијама, коришћење за обраду података у реалном времену (који су стизали преко антена и подморница), дигитализовање комуникација и развој бржих и поузданијих рачунара.
Совјетски Савез је 4. октобра 1957. године лансирао Спутњик, први вјештачки сателит у орбити Земље. Страх од технолошке заосталости у Ајзенхауеровој администрације је након догађаја драстично порастао. Тог момента Совјетски Савез је био испред Сједињених Америчких Држава на пољу космичке технологије. Због тога су наука и технологија стављене у службу националне одбране уз свестрану подршку Ајзенхауера, што је убједило америчку јавност да је посвећен пружању подршке за масовна истраживања. Ајзенхауер је врло брзо сазвао састанак предсједничког савјетодавног комитета за науку, а већ у новембру 1957. године, поставио је предсједника МИТ-а, Џејмса Килијана, на мјесто званичног предсједничког савјетника.

### Стварање AРПА-е
Радећи у уској сарадњи са предсједником Ајзенхауером и секретаром одбране, Нејлом Макелројем, Килијан је 1957. године препоручио америчком Конгресу стварање Напредне истраживачке агенције за пројекте - АРПА (енгл. Advanced Research Project Agency – ARPA) у оквиру Министарства одбране САД. Конгрес је прихватио препоруку и врло брзо усвојио почетни буџет од 520 милиона као и буџет од 2 милијарде долара на годишњем нивоу. Почетком 1958. године, АРПА је званично постала истраживачка агенција владе САД, посвећена развоју космичке војне технологије. Тог момента за владу и јавност САД, званично почиње космичка трка са Совјетским Савезом. Иако је већи дио буџета намјењен развоју рачунарске технологије долазио из Министарства одбране, многи научници који су били укључени у АРПА-у, искористили су ту могућност за развој властитих академских пројеката.
Године 1958, створена је НАСА, издвајањем из рачунарског истраживачког одсјека АРПА-е, с циљем боље организације и надгледања космичких истраживања и ракетне технологије, а и да би се осигурало да се те технологије развијају у јавном сектору. АРПА је остала са релативно малим буџетом од око 150 милиона долара. Међутим, издвајање космичких и ракетних истраживања из АРПА-е, омогућило је истраживачима да се боље и ефикасније усмјере на истраживања на пољу рачунарства и процесовања информација. У то вријеме, на буџету АРПА-е су били скоро сви најбољи истраживачи рачунарства у САД, као и дијелимично финансирани пројекти у већини истраживачких центара и универзитета који су били укључени у подухват иновације на пољу високих технологија.

### Прве визије о умрежавању рачунара
Године 1962,, први директор АРПА-е, Џек Рујна, поставио је математичара, психолога и великог познаваоца рачунарства, Џозефа Ликлајдера на чело АРПА-иног командног и контролног одјељења. У свом есеју Man-Computer Simbiosis из 1960. године, Ликлајдер је предложио идеју о интерактивном рачунарству коју данас сви корисници рачунара подразумјевају. Инспирација су му били визионарски текстови Буша и Алана Тјуринга о употреби рачунара за увећање људске интелигенције сматрајући да ће рачунари бити много више од обичних машина за рачунање. Такође је сматрао да ће веза између људи и рачунара довести до тога да се битне одлуке доносе у сарадњи а проблеми рјешавају у реалном времену, без кашњења карактеристичних за рачунарство 1950-их.
Као додатак свим овим револуционарним идејама, Ликлајдер је био први који је предвидио повезивање рачунара који се налазе на различитим мјестима, удаљени једни од других. Девет година прије него што је тако нешто постало стварност, он је писао:
Изгледа разумно замислити… једну »мислећу централу« која би имала функције данашњих библиотека уједно са антиципираним напрецима у технологијама складиштења и преузимања информација… Такве мислеће централе је даље могуће умрежавати путем широкопојасних телекомуникационих линија и повезати индивидуалне кориснике путем телекомуникационих услуга. У таквом систему, брзина рачунара би била избалансирана, а трошкови за неопходну меморију и софистициране програме, дијелили би се међу самим корисницима.
Ликлајдер је проширио идеју на систем повезаних рачунара у серији историјски важних меморандума које је написао заједно са Веслијем Кларком, под насловом On-line man-computer communication. Њих двојица су имали идеју о једној »галактичкој мрежи«, гдје су рачунари повезани (умрежени) и доступни свакоме. Лари Робертс, Ликлајдеров наслиједник на МИТ-у, коментарисао је да је визија о повезивању, умрежавању рачунара изворно Ликлајдерова. Ликлајдер је имао ту визију раних 1960-их. Није имао представу како би се конструисао такав систем, али је знао да је идеја веома битна.
Ликлајдеров опис једне интерактивне мреже која повезује људе и ресурсе у једну цјелину, такође је била виђена као могуће рјешење за практични проблем с којим се суочавало рачунарство 1960-их, а који се тицао ограничених ресурса. 1950-их и 1960-их, АРПА је запослила лабораторије широм земље за развој разнородних пројеката у науци и технологији, обезбједивши свакој од њих огромне и скупе мејнфрејм (централне, велике) рачунаре које су произвеле различите америчке компаније. Индивидуалне лабораторије су вршиле измјене на својим рачунарима додајући им различите апликације, софтверске пакете и хардвер, а свака наредна је тражила рачунар са најнапреднијим рачунарским капацитетима који би били доступни у моменту наруџбе, тако да су иначе огромни трошкови конструисања одвојених рачунарских јединица за сваки пројекат посебно, кренули да расту вртоглавом брзином.
Почетком 1966. године, Роберт Тејлор, директор Канцеларије за технике обраде информација, рачунарског одсјека АРПА-е, предложио је рјешење за проблем са ресурсима који су били посљедица тадашњих истраживања и развоја догађаја. Рјешење се састојало у томе да се изгради систем електронских веза између рачунара на различитим географским локацијама широм САД чиме би се омогућило лако, брзо и јефтино дијељење ресурса међу научницима и истраживачима. Идеја умрежавања је већ била примјењена у мањем обиму, нпр., повезивање два рачунара, али ништа слично и што би се приближило скали и сложености Тејлоровог приједлога, још увијек није било покушано.
Технологија времена је пружила подршку таквој идеји. Још су скоро деценију раније, 1958. године, инжењери телекомуникација у Беловим лабораторијама направили модулатор-демодулатор, или просто модем. Модем је омогућавао да се подаци из дигиталног формата претворе у аналогни, пошаљу преко већ постојећих аналогних телефонских линија и на дестинацији врате назад у дигитални рачунарски формат.

### Од теорије ка пракси умрежавања
Иако је Ликлајдер замислио шта је то што би једна дистрибуирана интерактивна мрежа рачунара могла постићи, а Тејлор које би проблеме могла ријешити, Леонард Клајнрок је 1961. године теоретисао о новој комуникационој технологији која би такву мрежу учинила могућом. Два главна проблема које је требало ријешити прије покушаја стварања једне такве рачунарске мреже били су: (а) способност мреже да подржи примање и обраду података преко постојећих телефонских линија довољно брзо да омогући њихову ефикасну обраду и у реалном времену, и (б) стварање мреже која може да подржи јединствене потребе које укључује размјена података генерисаних помоћу рачунара. Још док је био студент на МИТ-у, 1961. године, Клајнрок је предложио оно што ће касније добити име технологија комутације пакета, односно најефикаснији начин за пренос података у мрежи. Двојица других истраживача, Доналд. Дејвис у Британској националној физичкој лабораторији и Пол Баран у корпорацији RAND, такође су истраживали идеју о комутацији пакета у независним истраживачким пројектима раних 1960-их. Дејвис и његова група истраживача у Британској националној физичкој лабораторији, биће први који ће тестирати комутацију пакета у једној згради у Мидлсексу у Енглеској, 1967. године.

### Комутација пакета
Комутација пакета укључује сјечење порука у пакете, давање броја сваком од њих, слање индивидуалних пакета података кроз мрежу и њихово поновно склапање на другом крају мреже у одговарајућем редослиједу и у једну читљиву форму. Пакети би могли чекати у реду на чворовима мреже све док не буду тражени, тако да се на тај начин мрежни ресурси могу користити по потреби а не у зависности од тога да ли је комуникационо коло отворено. Истраживачи су сматрали да би комутација пакета била веома значајан напредак у односу на умрежавање комутацијом кола телефонских линија пошто би се тиме избјегли недостаци везани за проблем континуираног држања линије отвореном током преноса података. Међутим, да би се теорија о преносу података путем комутације пакета спровела у праксу, истраживачи АРПАНЕТ-а су морали да обрате пажњу на неколико кључних препрека.
Истраживачи који су радили на планирању АРПАНЕТ-а, били су свјесни да су рачунари које је требало прикључити на мрежу, неспојиви. Свака истраживачка група коју је финансирала АРПА, купила је другачије мејнфрејм рачунара и од различитих произвођача а који су такође користили различите оперативне системе и различите програмске језике. Штавише, сваки истраживачки тим је био упознат само са операцијама рачунара у својој лабораторији. Стога се наметнуло логично питање. Како повезати све те мејнфрејм рачунаре да дијеле податке и комуницирају једни с другима са минимум грешака? Тим поводом Тејлор је сазвао састанак истраживача које је финансирала АРПА на Универзитету у Мичигену, 1967. године, како би се продискутовало о овом и другим неријешеним питањима у вези конструисања мреже АРПАНЕТ.
Ослањајући се на идеје Веслија Кларка, рачунарског научника са Универзитета Вашингтон у Сент Луису, научници АРПА-е су осмислили један систем мањих рачунара под именом Interface Message Processors (IMPS), који би били посредници у комуникацијама између мејнфрејм рачунара и тиме ријешили проблеме некомпатибилности међу њима. (Данашњи еквиваленти ИМП-а су рутери). Сваки ИМП би дјеловао као интерфејс између мреже АРПАНЕТ-а и мејнфрејм рачунара на који је био прикључен, а сваки мејнфрејм рачунар је ИМПС-у морао да шаље пакете истог формата и постојао је стандардни интерфејс који је сваки од њих морао да имплементира. Свако истраживачко мјесто гдје су се налазили мејнфрејм рачунари би комуницирало са својим властитим ИМП-ом, а сви ИМП системи би били пројектовани тако да комуницирају један с другим користећи исти оперативни систем и исти језик. Робертс је објавио јавни конкурс за пројектовање и конструисање ИМП система у јулу 1968. године, добивши више од 100 приједлога. Уговор за овај посао је на крају потписан са Франком Хертом (Frank Heart) и његовим тимом рачунарских научника (Bolt, Benerak, & Newman - BBN) у Кембриџу, Масачусетс, децембра 1968. године. Завршни корак се састојао у одлуци која истраживачка мјеста ће бити повезана на мрежу. Одабрана су четири, свако са својим истраживачким специфичностима: Универзитет Калифорније (Лос Анђелес), Универзитет у Калифорнији (Санта Барбара); Стенфордов истраживачки институт и Универзитет у Јути. Рок за покретање мреже у Јути, постављен је, по Херту, за 1. септембар 1969. године, само девет мјесеци након почетног приједлога. Херт и његов тим су имали милион долара и мање од годину дана да систем из теорије спроведу у праксу.
У љето 1968., Канцеларија за технике обраде података (Information Processing Techniques Office - IPTO) организовала је скуп студената универзитета који ће први бити повезани на АРПАНЕТ, како би се продискутовало о технолошким аспектима предложене мреже. На њему је основана Радна група мреже (Network Working Group - NWG), која је учврстила сарадничку природу пројекта АРПАНЕТ. Умјесто да један истраживач преузме вођство цијеле групе, учесници скупа су забиљежили своја размишљања и разматрања о мрежи у низу биљешки које ће Стив Крокер ускоро назвати Захтјев за коментар (Request for Comment - RFC). Крокер је објавио први RFC у априлу 1969. године, а у њему су се налазили детаљи о интерфејсу између хостова и ИМП-а и тражене идеје за ријешавање постојећих проблема. RFC је тако постао средство комуникације информација и тражење повратних о питањима која су се тицала умрежавања, које су истраживачи подржали на свим нивоима. Овај отворени начин размјене идеја о научним проблемима је присутан и данас, а на различите начине је утјецао на посебан дух заједништва који је у вези и са данашњим интернетом.
Битно је поменути да је у том моменту број истраживача који су радили на развоју АРПАНЕТ-а био релативно мали. У ствари, како се вијест о предложеној мрежи ширила по научним круговима САД, идеја је наилазила на посебну врсту отпора и примљена је са мало ентузијазма. Већина истраживачких тимова које је финансирала АРПА, сматрала је идеју о дијељењу ресурса кроз мрежу као директно мијешање аутсајдера у њихове приватне рачунарске центре и такође су аргументовали да ће снага њихових скупо опремљених рачунара и опреме, тиме бити много ослабљена. Други, а који су се још увијек надали да ће се АРПА понудити да финансира њихове пројекте, овим су схватили да се можда више неће куповати нови мејнфрејм рачунари за нове пројекте. Робертс, Тејлор и Ликлајдер су покушали да добију подршку увелико незаинтересованих и скептичних истраживача које је финансирала АРПА, прибјегавши суптилној уцјени и подсјетивши их да пошто су на буџету АРПА-е, и пошто им се даје стотине хиљада ако не и милиони долара сваке године за њихове истраживачке пројекте, требало би да буду заинтересовани за пројекат макар онолико колико јесу они сами, његови покретачи. Након тога, већина истраживача је кренула да подржава АРПАНЕТ, иако су се многи и даље потајно надали неуспјеху читавог подухвата.

## Покретање АРПАНЕТ-а
До почетка 1969., истраживачи ББН-а су радили даноноћно како би развили ИМП системе до предвиђеног рока, а истраживачки тимови на сваком универзитету предвиђеном за прикључивање мрежи, били су заузети развојем прилагођеног софтвера и хардвера који је требало да омогући комуникације између њихових мејнфрејм рачунара и ИМП-а. ИМП за УЦЛА-у је био испоручен на вријеме а повезивање ИМП-а и рачунара је била спремно неколико дана касније. Први тест технологије комутације пакета између ИМП-а Универзитета Калифорније (Лос Анђелес) и рачунара, био је успјешан, а 2. септембра 1969. године те машине су почеле да комуницирају међу собом. Други ИМП је мјесец дана касније, стигао у Стенфордов истраживачки институт а први званични тест је обављен 1. октобра 1969. године. За Светски дан интернета узима се 29. октобар када је 1969. послата прва електронска порука на Универзитету у Калифорнији.
У плану је било улоговати се из рачунара Универзитета Калифорније (Лос Анђелес) у Стенфордов путем команде LOG IN. У првом покушају систем је пао након откуцаног слова G. Ипак, неколико сати касније поново је био у функцији и истраживачи су успјешно обавили први тест. Тако се веза између између Универзитета Калифорније (Лос Анђелес) и Стенфорда показала успјешном а преостала предвиђена два чвора су стављена у функцију до краја године. Технологија АРПАНЕТ-а је овим доказала да је комутација пакета рачунарске мреже могућа. АРПАНЕТ је помогао АРПА-и да смањи буџет за рачунарска истраживања за око 30%, понудивши скептицима више рачунарске снаге и омогућавајући истраживачима на различитим институтима да лакше размијењују своје научне чланке, податке, информације, идеје и софтвер.

### Развој мреже
Пети чвор АРПАНЕТ-а је инсталиран у ББН-у, марта 1970. године, а у наредних неколико година, Винт Серф и Стиве Крокер на Универзитету Калифорније (Лос Анђелес), и Френк Херт и Боб Кан на ББН-у, сви скупа су радили на тестирању мреже, понекад је намјерно обарајући како би испитали њене слабости. Они су такође основали Интернационалну мрежну радну групу, 1972. године, како би се координирала њена стандардизација. Како је број мјеста који су се повезивали на АРПАНЕТ растао, јављале су се нове технолошке иновације, неке од њих очекиване а друге пак изненађујуће.

### Електронска пошта
Године 1971, Реј Томлинсон, рачунарски инжењер на ББН-у, осмислио је један експериментални програм за слање датотека међу рачунарима и назвао га CPYNET. Убрзо му је додао један додатни програм за слање и примање порука, који је назвао SNDMSG и READMAIL. У року од неколико мјесеци Томлинсонова апликација се почела користити за размјену порука међу рачунарима кроз мрежу, на различитим географским локацијама. Томлинсон је повезао име сваког корисника са идентификатором његове машине користећи симбол @ (у значењу »«), не замишљајући да тиме успоставља универзални симбол у ускоро умреженом свијету. Резултатна апликација, електронска пошта, скраћено е-пошта, убрзо је постала најкоришћенија на мрежи у њеним раним годинама. Клејнрок је примјетио да када се појавила, врло брзо је преузела главну улогу на мрежи, изазвавши један друштвени феномен. Изворни циљ мреже је био да се дијели рачунарски потенцијал и снага, међу удаљеним географским локацијама, међутим е-пошта је учинила да главна намјена АРПАНЕТ-а буде комуникација. Стога је нагла популарност е-поште међу научницима у то вријеме, била изненађење за покретаче пројекта, пошто је идеја која је водила стварање мреже, била дијељење приступа рачунарима а не олакшавање комуникације међу људима. Убрзо су развијене и друге апликације које су олакшале настајање виртуелних радних и група вијести, чиме се мрежа чврсто успоставила као једна виртуелна заједница.

### АРПАНЕТ се званично представља јавности
У ово вријеме, коришћење АРПАНЕТ-а је било резервисано за рачунарску научну заједницу, а јавност чак није ни знала за њено постојање. Робертс је одлучио да је вријеме да се АРПАНЕТ представи јавности. Кан и мала група главних истраживача рачунарског одсјека АРПА-е, замољени су да осмисле начин на који ће се јавности представити могућности мреже. У јулу 1972. године, Лери Робертс је написао програм за управљање електронском поштом који је имао сличне функције као и данашњи, а у октобру исте године, АРПАНЕТ је званично представљен јавности на Међународној конференцији за рачунарске комуникације (International Conference on Computer Communications - ICCC) у Вашингтону. У то вријеме, АРПАНЕТ је већ био проширен на 15 чворова, повезујући 23 истраживачка мјеста.
Представљање АРПАНЕТ-а јавности, посебно рачунарским произвођачима, представницима универзитета, владиним званичницима, научницима различитих дисциплина и штампи, показало се врло успјешним. Током викенда одржавања конференције, систем је пао само једном, што су Кан и његове колеге учинили приликом да присутнима демонстрирају како су сви проблеми мреже ријешиви. Учесници конференције су изразили различите емоције, запањеност, радозналост и жељу да постану дио АРПАНЕТ-а. Иако је приступ мрежи још увијек био под строгом контролом АРПА-е и америчког Министарства одбране, ова демонстрација на Међународној конференцији о рачунарским комуникацијама је подстакла радозналост и вјеру у могућност нових пројеката умрежавања. Ране 1970е су биле интензиван период експериментисања умрежавања. У року од три године након што је АРПАНЕТ-ом обављен први пренос података путем телефонских линија, појавиле су се и друге мреже који се користиле технологију комутације пакета. АРПАНЕТ је остао под контролом америчког Министарства одбране а умјесто његовог даљег ширења, створене су друге мреже. Тако су се појавиле мреже које су повезивале рачунаре путем радио веза, као што је био АЛОХАнет на Универзитету на Хавајима и друге које су користиле сателите у исту сврху, као што је био случај са САТнет-ом.

## Мрежа или интернет
Успјех Међународне конференције о рачунарским комуникацијама, учинио је да се редови научника заинтересованих за мреже на бази комутације пакета значајно прошире. Међутим, конференција је такође показала да још увијек постоје значајне препреке за остварење Ликлајдерове визије о ...мислећој централи која би имала функције данашњих библиотека уједно са антиципираним напрецима у технологијама складиштења, преузимања и размјени информација... Иако су се сада умрежени рачунари могли користити за дијељење електронских комуникација, размјену датотека и сл., те исте опције нису биле доступне између различитих мрежа. Другим ријечима, рачунарски научници који су радили на Универзитету у Јути, из мреже АРПАНЕТ, нису могли размијењивати комуникацију и датотеке са својим колегама на Универзитету у Мичигену, из мреже МЕРИТ. Тако да, како би се остварило повезивање различитих рачунарских мрежа, било је потребно креирати нови протокол који би то учинио могућим.
Роберт Кан, у АРПА-и, је 1973. године почео истраживање за ријешавање проблема у вези повезивања рачунара из различитих мрежа. На више начина, проблем је био сличан ранијем проблему комуникације међу рачунарима у истој мрежи, који је ријешен употребом ИМП-а. Другим ријечима, и овдје су различите мреже користиле различите језике за контролу комутације пакета, спријечавајући тако рачунаре из различитих мрежа да се повежу и комуницирају једни с другима. Кан је одлучио да је мрежи мрежа или интернету, потребна једна отворена архитектура која би омогућила иновацију у самим мрежама не захтијевајући од њих да напусте коришћење свог софтвера. Садашњи проблем умрежавања мрежа, ријешен је на сличан начин као и ранији у вези умрежавања рачунара у истој мрежи. Канов главни сарадник, Винтон Серф, предложио је идеју о мрежним пролазима (gateways) међу мрежама, који би користили заједнички језик или протокол. Ти мрежни пролази би омогућили мрежама да се повезују слично као што је био случај са ИМП-ом који је омогућио повезивења рачунара у истој мрежи. Кан и његов тим су поставили четири услова које је мрежа (интернет) требало да испуни:
- Свака засебна мрежа је морала да остане независна без захтјева за унутрашњим промјенама да би се повезала на интернет.
- Комуникације међу њима би се заснивале на основи најбољег покушаја (best effort), тј. ако пакет не би стигао до крајњег одредишта, убрзо након тога би бивао послат наново из свога извора.
- Црне кутије (касније су добиле име мрежни пролази и мрежни усмјеривачи, односно рутери) би се користиле за повезивање мрежа. Мрежни пролази не би задржавали информације о индивидуалним токовима пакета који кроз њих пролазе, тако да би били једноставни и не би биле потребна компликована прилагођавања нити компликоване процедуре оспособљавања у случају њиховог отказивања.
- Коначно, не би постојала глобална контрола над њима на операционом нивоу.

Био је потребан заједнички језик да би рачунари из различитих мрежа могли међусобно да комуницирају. Протокол контроле мреже (Network Control Protocol - NCP), софтвер који је коришћен за контролу комутације пакета у АРПАНЕТ-у, није нудио подршку за контролу end-to-end над грешкама између рачунара домаћина, пошто пакети никада нису испоручивани изван АРПАНЕТ-а. Серф и Кан су стога написали протокол за контролу преноса пакета (TCP/IP) како би се комутација пакета имплементирала у мрежне пролазе (gateways). Било је потребно да се напишу четири верзије прије финалне верзије протокола TCP/IP, односно да би се софтвер сматрао спремним за рад. TCP је био одговоран за сервисне функције које укључују контролу процеса комутације пакета и контролу протока и опорављање изгубљених пакета, док је IP коришћен за адресирање и прослијеђивање индивидуалних пакета. Стандардизоване 32-битне IP адресе су додијељене сваком рачунара на интернету, гдје је првих 8 битова било идентификатор мреже, а других 24 је дефинисало који рачунар је домаћин (host) у тој мрежи. У почетку, TCP/IP протокол је коришћен за повезивање АРПАНЕТ-ових (50 kbps) земљаних линија, мреже радио пакета (ПРНЕТ на 400/100 kbps) и сателитске мреже пакета (САТНЕТ на 64 kbps). 1. јануара 1983. године АРПАНЕТ је са протокола NCP прешла на TCP/IP, усвојивши га као стандардни протокол. Сада је било могуће повезати све те мреже и интернет је тако постао стварност.
Стандардизација TCP/IP софтвера је довела до комерцијализације мрежних пролаза и рутера за индустријске рачунаре или радне станице, минирачунаре и мејнфрејм рачунаре. Како је број локалних мрежа (LAN) растао, тако су расли и потенцијални инжењерски проблеми у вези њихове некомпатибилности, што је довело до стварања Одбора за активности на интернету (Internet Activities Board - IAB), 1983. године, који се бавио надгледањем стандардизације мрежа. IAB је класификовао мреже у три класе: класа A или велике националне мреже; класа B или регионалне мреже; и класа C или локалне мреже. Појавом нових мрежа и умрежавања појавили су се нове потешкоће и проблеми везани за проналажење информација на интернету. ИП адресе свих рачунара домаћина налазиле су се у датотеци HOSTS.TXT, која се дистрибуирала кроз интернет. Како је одржавање те датотеке бивало све теже, Пол Мокапетрис је осмислио DNS, тј. систем домена имена с циљем да се проблем превазиђе. DNS додијељује и прати лако памтива имена, која прикривају тешко памтиве бројчане IP адресе.

### Раздвајање АРПАНЕТ-а
До 1984. године, рачунарска архитектура за интернет је била на свом мјесту, и створен је већи број рачунарских мрежа, владиних и комерцијалних. У року од неколико година, постојало је више мрежа које су повезивале географски блиске универзитете.
Ширење интернета за академске и комерцијалне интересе довело је до забринутости у вези безбједности информација америчког Министарства одбране на интернету. Због тога је војна компонента интернета издвојена из њега, што је као резултат дало двије мреже АРПАНЕТ и МИЛНЕТ (нови војни дио интернета). Рачунари из мреже МИЛНЕТ су и даље могли да комуницирају са рачунарима у АРПАНЕТ-у, међутим архитектура система је пројектован тако да МИЛНЕТ може лако бити искључен из АРПАНЕТ-а у случају безбједоносне пријетње.

### НСФНЕТ ()
Осјетивши предности интернета за научна истраживања, америчка Национална фондација за науку (National Science Foundation - NSF), одлучила је да прошири употребу интернета изван ограниченог броја научника и предузећа која су радила за Министарство одбране, и учини га доступним за све истраживачке области и образовни систем. Денис Џенингс је био одговоран за почетну одлуку да се користи протокол TCP/IP за конструисање мреже која је у почетку требало да повеже мјеста на којима су се налазили суперрачунари НСФ-а. Године 1986. на чело пројекта конструисања такве рачунарске мреже НСФ је поставио Стивена Вулфа. Вулф је био задужен за развој рачунарске мреже која би олакшала сарадњу међу истраживачима а која би касније превазишла потребу да буде финансирана из буџета НСФ-а. Како би то извео, Вулф је креирао смјернице које је требало да подстичу коришћења интернета и охрабрују стварање одвојених и независних комерцијалних мрежа великог домета. НСФ је тражио универзитете којима је била потребна финансијска подршка за повезивање с интернетом како би повезао све квалификоване кориснике на универзитету. Поред тога, НСФ је подржао стварање регионалних универзитетских мрежа позивајући универзитете да траже комерцијалне и неакадемске клијенте у циљу ширења коришћења интернета да би се увећао обим његове употребе и на крају смањили трошкови претплате. У НСФ-у је такође настала Политика прихватљивог коришћења (Acceptable Use Policy), путем чега се настојало ограничити коришћење мреже на академски и истраживачки свијет. Вјеровало се да ако се комерцијалним корисницима ускрати приступ националној мрежи, да ће то подстаћи стварање комерцијалних мрежа широм САД. Оваква стратегија је на крају дала своје резултате, пошто су се убрзо појавиле комерцијалне мреже великог домета типа УУНЕТ и ПСИ.
Године 1986, НСФ је покренуо мрежу НСФНЕТ од 56 kbps, за тадашње прилике велике брзине, која је повезала тадашњих шест центара суперрачунара размјештених на различитим локацијама САД. Њено конструисање су извели MЦИ, IBM и МЕРИТ (инжењери мреже Универзитета у Мичигену). Центри суперрачунара су се налазили у Принстону, Корнелу, Карнеџи-Мелону, Универзитету Илиноиса, Универзитету у Колораду и Универзитету Калифорније у Сан Дијегу. За мање од девет година, мрежа НФСНЕТ је порасла са шест основних чворова брзине 56 kbps на 21 чвор брзине 45 mbs и повезала 50.000 мрежа на свих седам континената.

## Глобализација интернета
Мрежа ширине и домета интернета, убрзо је превазишла способности њених корисника да прате све могуће локације информација. У преко 50.000 повезних мрежа, праћење локација датотека и IP адреса је постало просто немогуће. Увидјевиши проблем, рачунарски научници су кренули да пишу софтвер који би помогао корисницима да пронађу и размијењују датотеке. Један од најпопуларнијих је био Gopher, који су 1991. године написали Пол Лајндер и Марк П. Макејл из Универзитета у Минесоти. Gopher и његови насљедници су омогућили корисницима да претражују датотеке које би могли преузети на своје рачунаре путем протокола за размјену датотека (File Transfer Protocol - FTP). Gopher је био један протокол интернета који је нудио текстуални или командни интерфејс за преузимање датотека и података са рачунара сервера. Сајтови базирани на Gopher-у су организовали датотеке тако да су корисници могли да их претражују. Ова ране верзије софтвера за претраживање интернета, донекле су ријешиле проблем и умногоме олакшале проналажење датотека на интернету.
Све ово ће се убрзо промијенити. Лични рачунари су постали лакши за коришћење увођењем графичког корисничког интерфејса који је развијен у Зироксовом истраживачком центру у Пало Алту (Xerox Palo Alto Research Center - PARC), и који ће бити имплементиран у оперативни систем рачунара Епл Макинтош, 1984. године. Годину дана касније, Мајкрософт је објавио свој оперативни систем на бази корисничког графичког интерфејса, Windows 1, покушавајући да замијени свој МС-ДОС који се базирао на текстуалном командном интерфјесу. Међутим, Microsoft Windows неће постати нарочито популаран све до верзије 3.0 објављене 1990. године. Снага рачунара о којој су рани ствараоци интернета само могли да сањају, сада је била доступна широком спектру корисника (на послу, кући, у школама, библиотекама, итд). Приступ интернету је био све лакши кроз комерцијалне мреже, а јавни и слободни приступ су обезбјеђивале мреже типа МЕРИТ у Мичигену и Фринет у Кливленду. Ипак, ускоро је требало да стигну још драстичније промјене.